# Chris Warkentin
Christopher Warkentin (né le 20 novembre 1978) est un homme politique canadien.

## Biographie
Il est actuellement député à la Chambre des communes du Canada, représentant la circonscription albertaine de Peace River depuis l'élection fédérale de 2006 sous la bannière du Parti conservateur du Canada.
Warkentin est né à Grande Prairie (Alberta) et a grandi sur la ferme familiale près de Debolt. Il fréquente le collège régional de Grande Praire, où il étudie le commerce et le marketing. Avant de se faire élire aux communes, il travaille dans le domaine de la construction ; il possède et exploite une entreprise de construction de maisons sur demande. Il est toutefois actif en politique à partir de l'âge de 18 ans. Il a été membre du Parti réformiste et de l'Alliance canadienne avant la fusion de celle-ci dans le Parti conservateur, et a siégé au conseil de son association de circonscription pendant huit ans.
Dans la 39e législature, il est membre du Comité permanent des opérations gouvernementales et des prévisions budgétaires, ainsi que du Comité permanent du patrimoine canadien.
Lui et son épouse Michelle résident à Sexsmith (Alberta).

## Sources
- Notice biographique sur le site du Parti conservateur
- Expérience politique fédérale — Bibliothèque du Parlement

1. ↑  Élections Canada, « Résultats Élection fédérale canadienne de 2021 », sur enr.elections.ca (consulté le 19 février 2022).
2. ↑  Élections Canada, « Résultats Élection fédérale canadienne de 2019 », sur enr.elections.ca (consulté le 5 novembre 2019).